# Temporada 1989 de la Fórmula 3 Chilena
La temporada 1989 de la Fórmula Tres chilena, fue la 17.ª temporada del principal campeonato de monoplazas en Chile, se disputaron 12 fechas que se extendieron desde el 16 de abril al 3 de diciembre del presente año, habiendo un receso desde mediados de mayo a fines de junio, De las fechas, ocho fueron disputadas en el autódromo de Las Vizcachas, dos en la base aeronaval del Belloto, y una tanto en la Base Aérea de El Bosque (que se usó por última vez) como en Quintero, teniendo como socio televisivo a Canal 11 Universidad de Chile Televisión, quien transmitió las competencias en vivo y en directo los domingos en la tarde por el programa Deporte en Vivo.
Fue una temporada que contó con un gran número de equipos debutantes, como la escudería Seven Up con el campeón defensor, Giuseppe Bacigalupo, Fortuit-Lubricantes Chevron con el múltiple campeón nacional de karting, Héctor Sotomayor, Carnes Darc con Julio infante y en algunas ocasiones, Marcelo Aniballi, Juan Carlos Ridolfi y Eduardo Valenzuela y WD-40 - Bramacril con el joven debutante, Juan Carlos Carbonell.
Santiago Bengolea, de Kodak-Gillette Atra Plus, se alzaría con su segundo y último título de campeón de la categoría, imponiéndose en la última fecha, gracias al abandono de Giuseppe Bacigalupo, producto de una falla en una cruceta, tercero quedó el piloto de Remolques Goren, Kurt Horta.
El campeonato también estuvo compuesto por la Fórmula 4, en la cual, Julio Infante se alzó con el título de campeón al ganar 8 fechas de 12. El desafío Marlboro-Lada que cumplió su segunda temporada, en que el campeonato fue por primera y hasta el momento, única vez en la historia, que hubo un título de campeón compartido, tanto por Jorge Hormann y Martín Ferrer, gracias a la regla existente de restar los tres peores resultados, Ferrer restó 0 puntos y Hormann 10 puntos, quedando ambos al final de la temporada con 67 puntos, en tercera ubicación terminó el piloto de Marlboro, Iván Mesías y la monomarca Fiat 600, que en esta ocasión, participaba oficialmente del campeonato y no como en temporadas anteriores en que lo hacían como invitados, en donde el título fue para Mario Alcaíno de la escudería Desarmaduría Autosport, en donde se alzó con su segundo y último título hasta la fecha en la categoría. El subcampeonato fue para el campeón defensor y hermano del campeón de la temporada, Óscar Alcaíno y el tercero para el piloto Jorge Donoso.

## Auspiciadores
En esta temporada, los auspiciadores fueron:
| - Seven Up - Kodak Film - Nike - Fujicolor - Remolques Goren - Las Últimas Noticias - Radio Carolina - Marlboro - Epson | - Aiwa - Aeroperú - Smile - Deportes Capurro - Fila (desde la 8ª a la 12.ª fecha) - Automóvil Club de Chile - Hoteles Cristóbal Inn (solo la 9ª fecha) - Empresa de Buses Dhino's (solo la 9ª fecha) |

## Equipos y pilotos Fórmula Tres
| N° | Piloto                   | Auto-Motor            | Escudería                                       | Carreras |
| -- | ------------------------ | --------------------- | ----------------------------------------------- | -------- |
| 1  | Giuseppe Bacigalupo      | Crespi - Renault      | Seven Up                                        | Todas    |
| 2  | Santiago Bengolea        | Larroquette - Renault | Kodak - Gillette Atra Plus - Goodyear           | Todas    |
| 3  | Kurt Horta               | Larroquette - Renault | Remolques Goren                                 | 5-12     |
| 4  | Carlos Capurro           | Crespi - Renault      | Remolques Goren - Nike - Marlboro               | Todas    |
| 8  | Víctor Matthei           | Larroquette - Renault | Fujifilm - Aiwa - DHL Worldwide Express - Canon | Todas    |
| 10 | René Valenzuela          | Larroquette - Renault | Discoteque Caledonia                            | 5-6      |
| 10 | René Valenzuela          | Larroquette - Renault | Cuadernos Austral                               | 9        |
| 12 | Marcelo Aniballi         | Larroquette - Renault | Monoprix                                        | 1-2      |
| 12 | Marcelo Aniballi         | Larroquette - Renault | Carnes Darc                                     | 7-8      |
| 15 | Julio Infante            | Crespi - Renault      | Carnes Darc                                     | Todas    |
| 18 | Iván González            | Berta - Renault       | Fujifilm - Aiwa - DHL Worldwide Express - Canon | Todas    |
| 19 | Héctor Sotomayor         | Larroquette - Renault | Fortuit - Lubricantes Chevron                   | Todas    |
| 21 | Lino Pesce jr.           | Larroquette - Renault | Indubal - Jeans Cheldiz - Diario La Época       | Todas    |
| 22 | Ilish Maisan             | Larroquette - Renault | Carnes Cerdicom                                 | 1-2      |
| 23 | Luis Undurraga           | Larroquette - Renault | Batich Motoren Rectificación - Revista MKZ      | 1-6      |
| 23 | Luis Undurraga           | Larroquette - Renault | Discoteque Gente                                | 7-10     |
| 24 | Marco Antonio Hormazábal | Crespi - Renault      | Colegio HC Libertadores                         | 1        |
| 25 | Juan Antonio Dibos       | Crespi - Renault      | Aeroperú - Lubricantes Castrol                  | 3-12     |
| 26 | Ricardo Dasso            | Crespi - Renault      | Aeroperú - Lubricantes Castrol                  | 3-12     |
| 27 | Eduardo Dibos            | Crespi - Renault      | Aeroperú - Lubricantes Castrol                  | 9-11     |
| 29 | Juan Carlos Carbonell    | Larroquette - Renault | WD-40 - Bramacril                               | 9-12     |
| 30 | Eduardo Valenzuela       | Crespi - Renault      | Carnes Darc                                     | 11       |
| 32 | Juan Carlos Ridolfi      | Crespi - Renault      | Carnes Darc                                     | 9        |
| 36 | Alejandro Bengolea       | Crespi - Renault      | Turisclub                                       | 9        |
| 44 | Julio Fabré              | Crespi - Renault      | Aeroperú - Lubricantes Castrol                  | 3-9      |
| 46 | Cristian Silva           | Crespi - Renault      | Aeroperú                                        | 1        |

| Fº  | Día             | Circuito                     | Ciudad   | Gran Premio          | Ganador             |
| --- | --------------- | ---------------------------- | -------- | -------------------- | ------------------- |
| 1º  | 16 de abril     | Autódromo Las Vizcachas      | Santiago | Remolques Goren      | Santiago Bengolea   |
| 2º  | 30 de abril     | Base Aérea de El Bosque      | Santiago | Aiwa                 | Giuseppe Bacigalupo |
| 3º  | 14 de mayo      | Autódromo Las Vizcachas      | Santiago | Nike                 | Carlos Capurro      |
| 4º  | 25 de junio     | Autódromo Las Vizcachas      | Santiago | Smile                | Santiago Bengolea   |
| 5º  | 9 de julio      | Base Aeronaval de El Belloto | Quilpué  | Seven Up             | Giuseppe Bacigalupo |
| 6º  | 23 de julio     | Autódromo Las Vizcachas      | Santiago | Las Últimas Noticias | Giuseppe Bacigalupo |
| 7º  | 6 de agosto     | Autódromo Las Vizcachas      | Santiago | Smile                | Santiago Bengolea   |
| 8º  | 3 de septiembre | Base Aérea de Quintero       | Quintero | Fila                 | Kurt Horta          |
| 9º  | 8 de octubre    | Base Aeronaval de El Belloto | Quilpué  | Fujifilm             | Carlos Capurro      |
| 10º | 29 de octubre   | Autódromo Las Vizcachas      | Santiago | Marlboro             | Víctor Matthei      |
| 11º | 12 de noviembre | Autódromo Las Vizcachas      | Santiago | Seven Up             | Kurt Horta          |
| 12º | 3 de diciembre  | Autódromo Las Vizcachas      | Santiago | Kodak                | Kurt Horta          |

## Equipos y pilotos Fórmula Cuatro
| N° | Piloto              | Escudería                                                                                  | Carreras |
| -- | ------------------- | ------------------------------------------------------------------------------------------ | -------- |
| 2  | Julio Infante       | Marlboro - Remolques Goren - Carnes Darc - Town Agencia de Viajes - Velmotor Rectificación | Todas    |
| 3  | Ilish Maisan        | Hang Ten - Radio Tiempo FM - Maestranza Chena - Carnes Cerdicom                            | Todas    |
| 4  | Eduardo Valenzuela  | Pisco Control                                                                              | 1-11     |
| 5  | Cristián Silva      | Automotora Alca - Rectificadora Velmotor                                                   | Todas    |
| 6  | Miguel Ángel Castro | Rinaldi - Diario La Época - Ridolfi Rectificación - Inmocal Ltda.                          | Todas    |
| 7  | Pedro Quinteros     | Jeans Strelli                                                                              | 1-4      |
| 8  | Nicolás Vergara     | Maestranza Chena - Epson                                                                   | Todas    |
| 12 | Sergio Ducos        | Revista Paula - Radio Tiempo FM                                                            | 1-5      |
| 13 | Bernardo Mandiola   | Cera Team - Productos Virginia - Hornos Mundial                                            | 7-12     |
| 14 | Juan Pablo Silva    | Fideos Aldente Grosso - Autofren                                                           | 1        |
| 15 | Ramón Ibarra        | Olio Fiat                                                                                  | 3-12     |
| 16 | Raúl Juliet         | Cera Team - Productos Virginia                                                             | 4        |
| 17 | Fernando Calvo      | Lan Chile - Rinaldi                                                                        | 4        |
| 17 | Eduardo Bollo       | Jeans Strelli                                                                              | 3        |
| 18 | Mauricio Abramovich | Importadora BAN                                                                            |          |
| 28 | Jorge Goldsmith     | Hotel Olimpo                                                                               | 10       |

| Fº  | Día             | Circuito                     | Ciudad   | Gran Premio          | Ganador            |
| --- | --------------- | ---------------------------- | -------- | -------------------- | ------------------ |
| 1º  | 16 de abril     | Autódromo Las Vizcachas      | Santiago | Remolques Goren      | Julio Infante      |
| 2º  | 30 de abril     | Base Aérea de El Bosque      | Santiago | Aiwa                 | Eduardo Valenzuela |
| 3º  | 14 de mayo      | Autódromo Las Vizcachas      | Santiago | Nike                 | Julio Infante      |
| 4º  | 25 de junio     | Autódromo Las Vizcachas      | Santiago | Smile                | Julio Infante      |
| 5º  | 9 de julio      | Base Aeronaval de El Belloto | Quilpué  | Seven Up             | Julio Infante      |
| 6º  | 23 de julio     | Autódromo Las Vizcachas      | Santiago | Las Últimas Noticias | Ilish Maisán       |
| 7º  | 6 de agosto     | Autódromo Las Vizcachas      | Santiago | Smile                | Eduardo Valenzuela |
| 8º  | 3 de septiembre | Base Aérea de Quintero       | Quintero | Fila                 | Julio Infante      |
| 9º  | 8 de octubre    | Base Aeronaval de El Belloto | Quilpué  | Fujifilm             | Julio Infante      |
| 10º | 29 de octubre   | Autódromo Las Vizcachas      | Santiago | Marlboro             | Julio Infante      |
| 11º | 12 de noviembre | Autódromo Las Vizcachas      | Santiago | Seven Up             | Julio Infante      |
| 12º | 3 de diciembre  | Autódromo Las Vizcachas      | Santiago | Kodak                | Ilish Maisán       |

## Equipos y pilotos Desafío Marlboro Lada
| N° | Piloto              | Prodecente de | Escudería                                                      | Carreras |
| -- | ------------------- | ------------- | -------------------------------------------------------------- | -------- |
| 1  | Mario Anfruns       | Rancagua      | Lada Pio Nono - Agro Trac - Lubricantes Elf                    | 1-11     |
| 2  | Jorge Hormann       | Santiago      | Sunoco Lubricantes - Accesorios Bramador - Ruedas Julio Duarte | Todas    |
| 3  | Humberto Lagazio    | Valparaíso    | Automotriz Lagazio Rey - Industrial de Limache                 | 5        |
| 4  | Iván Mesías         | Santiago      | Marlboro                                                       | Todas    |
| 5  | Juan Gac            | Santiago      | Juan Gac Rectificación - Radiadores Gallardo - Central Frenos  | Todas    |
| 7  | Pablo Falcone       | Santiago      | Calzados Tobago - Comusa Camiones                              | 1-7      |
| 17 | Luis Pérez          | Santiago      | Batich Motoren Rectificación - Aditivos STP                    | Todas    |
| 18 | Horacio Torres      | Santiago      | Lubricantes Chevrón                                            | 5-6      |
| 20 | Juan Carlos Ridolfi | Santiago      | Remolques Goren - Ridolfi Rectificación - Autoexpert           | Todas    |
| 21 | Eduardo Arellano    | Rancagua      |                                                                | 1-4      |
| 26 | Iván González       | Santiago      | Marlboro                                                       | 1        |
| 26 | Lino Pesce Padre    | Santiago      | Marlboro                                                       | 2        |
| 26 | Eduardo Riveros     | Santiago      | Marlboro                                                       | 3        |
| 26 | Miguel Piñera       | Santiago      | Marlboro                                                       | 4-5;7    |
| 26 | Ricardo Dasso       |               | Marlboro                                                       | 6        |
| 26 | Giuseppe Bacigalupo | Santiago      | Marlboro                                                       | 8        |
| 26 | Julio Infante       | Santiago      | Marlboro                                                       | 10       |
| 27 | Javier Kerestegian  | Santiago      |                                                                | 6        |
| 33 | Martín Ferrer       | Santiago      | Fluocaril - Topper - Blistex - Indubal                         | Todas    |
| 35 | Roberto Zarzar      | Chillán       | Casa Zarzar                                                    | 3        |

| Fº  | Día             | Circuito                     | Ciudad   | Gran Premio          | Ganador       |
| --- | --------------- | ---------------------------- | -------- | -------------------- | ------------- |
| 1º  | 16 de abril     | Autódromo Las Vizcachas      | Santiago | Remolques Goren      | Martín Ferrer |
| 2º  | 30 de abril     | Base Aérea de El Bosque      | Santiago | Aiwa                 | Jorge Hormann |
| 3º  | 14 de mayo      | Autódromo Las Vizcachas      | Santiago | Nike                 | Jorge Hormann |
| 4º  | 25 de junio     | Autódromo Las Vizcachas      | Santiago | Smile                | Jorge Hormann |
| 5º  | 9 de julio      | Base Aeronaval de El Belloto | Quilpué  | Seven Up             | Jorge Hormann |
| 6º  | 23 de julio     | Autódromo Las Vizcachas      | Santiago | Las Últimas Noticias | Iván Mesías   |
| 7º  | 6 de agosto     | Autódromo Las Vizcachas      | Santiago | Smile                | Martín Ferrer |
| 8º  | 3 de septiembre | Base Aérea de Quintero       | Quintero | Fila                 | Martín Ferrer |
| 9º  | 8 de octubre    | Base Aeronaval de El Belloto | Quilpué  | Fujifilm             | Martín Ferrer |
| 10º | 29 de octubre   | Autódromo Las Vizcachas      | Santiago | Marlboro             | Iván Mesías   |
| 11º | 12 de noviembre | Autódromo Las Vizcachas      | Santiago | Seven Up             | Martín Ferrer |
| 12º | 3 de diciembre  | Autódromo Las Vizcachas      | Santiago | Kodak                | Jorge Hormann |

## Equipos y pilotos Turismo Fiat 600
| N° | Piloto                   | Prodecente de | Escudería                                                                                      | Carreras |
| -- | ------------------------ | ------------- | ---------------------------------------------------------------------------------------------- | -------- |
| 1  | Oscar Alcaíno            | Santiago      | Lubricantes Torco                                                                              | Todas    |
| 3  | Francisco Requena        | Santiago      | Pintureria Maxicolor                                                                           | 4        |
| 4  | Fernando Von Kretschmann | Valparaíso    | Manuel Escartin y Cia. - Motores Piddo - Aste Peugeot - Serma Carrocerías - La Casa de la Goma | 1-2      |
| 5  | Marcelo Mezzano          | Santiago      | Rectificadora Velmotor - Pinturas Fernando Urbina - Mecánica Scilla                            | 1-10     |
| 7  | Jorge Donoso             | Santiago      | Donoso Ltda. - Pinturas Casa Ávila                                                             | Todas    |
| 8  | Víctor Gallegos          | Coquimbo      | Papayas Olivier - Maestranza Chena                                                             | Todas    |
| 9  | Carlos Hormann           | Santiago      | Simec                                                                                          | Todas    |
| 11 | Rodrigo Eckholt          | Santiago      | Radiadores Pedrero - Rectificadora Velmotor - Ecaval                                           | Todas    |
| 12 | Jorge Retamales          | Viña del Mar  | Kovi Mecanica                                                                                  | 9        |
| 15 | Hernán Rodríguez         | Santiago      | Comercial RB Ltda.                                                                             | Todas    |
| 16 | Carlos Figueroa          | Santiago      | Productos Nugget - Rectificadora Velmotor                                                      | Todas    |
| 17 | Mario Alcaíno            | Santiago      | Autosport Desarmaduría - Lubricantes Torco                                                     | Todas    |
| 20 | Andrés Moletto           | Valparaíso    | Pilsener Dorada                                                                                | 5        |
| 21 | Jorge Tirado             | Coquimbo      | Servicio Automotriz Universal - Lubricantes Chevron                                            | 9-10     |
| 22 | Patricio Salinas         | Valparaíso    | Transportes Salinas - Renoval                                                                  | 5;8-9    |
| 24 | Daniel Sáez              | Santiago      | Automotora Sáez - Alumasep                                                                     | Todas    |
| 28 | Álvaro Jesús Rodríguez   | Santiago      | Comercial RB Ltda.                                                                             | Todas    |
| 29 | Pablo Baeza              | Santiago      | Bio Fit                                                                                        | 11-12    |
| 30 | Jorge Rica               | Santiago      | Sellomec - Marlboro                                                                            | Todas    |
| 32 | Gonzalo Salinas          | Valparaíso    | Renoval                                                                                        | 4-5;8-9  |
| 33 | Orlando Herrera          | Valparaíso    | Manuel Escartin y Cia. - Motores Piddo - Autocentro Ltda.                                      | 8        |
| 36 | Pablo Lewin              | Santiago      |                                                                                                |          |
| 44 | Alfredo Bieri            | Valparaíso    | Motores Piddo - Mecánica Bieri                                                                 | 4-5      |
| 52 | Leonel Ortega            | Valparaíso    |                                                                                                |          |

| Fº  | Día             | Circuito                     | Ciudad   | Gran Premio          | Ganador         |
| --- | --------------- | ---------------------------- | -------- | -------------------- | --------------- |
| 1º  | 16 de abril     | Autódromo Las Vizcachas      | Santiago | Remolques Goren      | Mario Alcaíno   |
| 2º  | 30 de abril     | Base Aérea de El Bosque      | Santiago | Aiwa                 | Óscar Alcaíno   |
| 3º  | 14 de mayo      | Autódromo Las Vizcachas      | Santiago | Nike                 | Marcelo Mezzano |
| 4º  | 25 de junio     | Autódromo Las Vizcachas      | Santiago | Smile                | Mario Alcaíno   |
| 5º  | 9 de julio      | Base Aeronaval de El Belloto | Quilpué  | Seven Up             | Mario Alcaíno   |
| 6º  | 23 de julio     | Autódromo Las Vizcachas      | Santiago | Las Últimas Noticias | Óscar Alcaíno   |
| 7º  | 6 de agosto     | Autódromo Las Vizcachas      | Santiago | Smile                | Mario Alcaíno   |
| 8º  | 3 de septiembre | Base Aérea de Quintero       | Quintero | Fila                 | Mario Alcaíno   |
| 9º  | 8 de octubre    | Base Aeronaval de El Belloto | Quilpué  | Fujifilm             | Gonzalo Salinas |
| 10º | 29 de octubre   | Autódromo Las Vizcachas      | Santiago | Marlboro             | Jorge Donoso    |
| 11º | 12 de noviembre | Autódromo Las Vizcachas      | Santiago | Seven Up             | Mario Alcaíno   |
| 12º | 3 de diciembre  | Autódromo Las Vizcachas      | Santiago | Kodak                | Jorge Donoso    |

- Datos: Q30911400